# Brand New-U
Pour plus de détails, voir Fiche technique et Distribution.
Brand New-U est un film britannique, sorti en 2015. Il est présenté au Festival international du film d'Édimbourg en 2015.

## Fiche technique
- Titre français : Brand New-U
- Réalisation : Simon Pummell
- Scénario : Simon Pummell
- Pays d'origine : Royaume-Uni
- Format : Couleurs - 35 mm
- Genre : science-fiction
- Durée : 100 minutes
- Date de sortie : 2015

## Distribution
- Nick Blood : Johan
- Nora-Jane Noone : Nadia
- Tony Way : vendeur d'armes
- Andrew Buckley : ami
- Lachlan Nieboer : Slater
- Tim Faraday : Finder
- Robert Wilfort : chirurgien
- Jacinta Mulcahy : Abigail
- Clare Monnelly : travailleur
- Phelim Kelly : vendeur
- Laura Bradbury : vendeur
- Sukie Smith : serveuse Sarah
- Michelle Asante : manager